# Forcipomyia menzeli
Forcipomyia menzeli är en tvåvingeart som beskrevs av Clastrier och Wirth 1995. Forcipomyia menzeli ingår i släktet Forcipomyia och familjen svidknott.
Artens utbredningsområde är Ecuador. Inga underarter finns listade i Catalogue of Life.